# Ghost Devices
Ghost Devices es una novela original de Simon Bucher-Jones, protagonizada por la arqueóloga ficticia Bernice Summerfield (ISBN 0-426-20514-6). New Adventures fue un derivado de la serie de televisión británica de ciencia ficción Doctor Who.
El título se refiere a un sistema operativo que continúa reconociendo una pieza de hardware después de que se ha desconectado del sistema.
Ghost Devices presenta a Clarence (llamado así por el ángel en It's a Wonderful Life). Clarence aparece en forma de ángel, pero es una inteligencia artificial del Pueblo. Clarence es un agente de Dios.